# Tuscania Volley 2019-2020
Questa voce raccoglie le informazioni riguardanti la Tuscania Volley nelle competizioni ufficiali della stagione 2019-2020.

## Organigramma societario
Area direttiva
- Presidente: Angelo Pieri
- Vicepresidente: Giuseppe Vittorangeli
- Team manager: Massimo Pieri
- Direttore sportivo: Alessandro Cappelli
- Segreteria generale: Pasqualina Pierini, Claudia Sensi, Patrizia Sensi
- Dirigente: Claudio Negrini
- Responsabile video check: Giovanni Carletti
- Addetto arbitri: Stefano Giacchetti
- Responsabile palasport: Giocondo Genzini
- Sicurezza palasport: Franco Piro

Area tecnica
- Allenatore: Paolo Tofoli
- Allenatore in seconda: Francesco Barbanti
- Assistente allenatore: Víctor Pérez Moreno
- Responsabile settore giovanile: Marco Cipolloni, Stefania Nicolosi, Alessia Fiorani, Camilla Save

Area comunicazione
- Addetto stampa: Giancarlo Guerra
- Webmaster: Umberto Conticiani
- Video e media: Mario Stendardi
- Grafica e comunicazione: Giuliano Cappelli
- Fotografo: Luca Laici
- Speaker: Marco Fapperdue

Area marketing
- Responsabile ufficio marketing: Pierlorenzo Buzzelli

Area sanitaria
- Medico: Domenico Potestio
- Consulente medico: Francesco Potestio
- Fisioterapista: Erika Acevedo, Gaetano Bultrini
- Ortopedico: Domenico Potestio
- Nutrizionista: Silvia Giommoni

## Rosa
| N° | Nome                 | Ruolo | Data di nascita  | Nazionalità sportiva |
| -- | -------------------- | ----- | ---------------- | -------------------- |
| 1  | Pierlorenzo Buzzelli | O     | 21 luglio 1990   | Italia               |
| 2  | Matteo Ranalli       | L     | 16 agosto 2001   | Italia               |
| 3  | Giacomo Leoni        | P     | 9 ottobre 1995   | Italia               |
| 4  | Domenico Pace        | L     | 2 agosto 2000    | Italia               |
| 6  | Antonio De Paola     | S     | 7 gennaio 1988   | Italia               |
| 7  | Francesco Campana    | P     | 18 dicembre 2000 | Italia               |
| 8  | Federico Rossatti    | S     | 22 luglio 1994   | Italia               |
| 9  | Edgardo Ceccoli      | S     | 30 luglio 1998   | Italia               |
| 10 | Mario Ferraro        | C     | 22 ottobre 1987  | Italia               |
| 11 | Luca Sartori         | P     | 12 febbraio 2001 | Italia               |
| 12 | Alessio Ragoni       | S     | 11 maggio 2000   | Italia               |
| 13 | Gabriele Ceccobello  | C     | 9 agosto 1992    | Italia               |
| 14 | Gabriele Tognoni     | C     | 25 maggio 2000   | Italia               |
| 15 | Enrico Rocchi        | S     | 10 maggio 1997   | Italia               |
| 18 | Siim Põlluäär        | O     | 30 maggio 1989   | Estonia              |

## Risultati

### Serie A3

#### Girone di andata
| 1ª giornata - 20 ottobre 2019 PalaRizza, Modica                 | Modica        | 1 - 3 | Tuscania          | 25-27, 21-25, 25-19, 27-29        |
| 2ª giornata - 27 ottobre 2019 PalaMalè, Viterbo                 | Tuscania      | 3 - 1 | Leverano          | 25-16, 25-21, 27-29, 27-25        |
| 3ª giornata - 3 novembre 2019 Palasport Fontescodella, Macerata | Macerata      | 2 - 3 | Tuscania          | 25-22, 16-25, 25-17, 21-25, 11-15 |
| 4ª giornata - 10 novembre 2019 PalaMalè, Viterbo                | Tuscania      | 1 - 3 | Corigliano Volley | 29-27, 18-25, 19-25, 20-25        |
| 5ª giornata - 17 novembre 2019 PalaMalè, Viterbo                | Tuscania      | 1 - 3 | M&G               | 20-25, 25-19, 25-27, 18-25        |
| 6ª giornata - 24 novembre 2019 Palazzetto dello Sport, Tricase  | Alessano      | 1 - 3 | Tuscania          | 25-27, 22-25, 25-20, 17-25        |
| 7ª giornata - 1º dicembre 2019 PalaMalè, Viterbo                | Tuscania      | 3 - 1 | Sabaudia          | 16-25, 29-27, 25-23, 25-14        |
| 9ª giornata - 14 dicembre 2019 PalaBotteghelle, Reggio Calabria | Franco Tigano | 2 - 3 | Tuscania          | 25-21, 21-25, 20-25, 25-20, 6-15  |
| 10ª giornata - 22 dicembre 2019 PalaMalè, Viterbo               | Tuscania      | 3 - 0 | GIS Ottaviano     | 25-18, 25-20, 25-20               |
| 11ª giornata - 26 dicembre 2019 PalaHoney, Roma                 | Roma Club     | 3 - 2 | Tuscania          | 25-14, 22-25, 25-20, 25-27, 15-11 |

#### Girone di ritorno
| 12ª giornata - 5 gennaio 2020 PalaMalè, Viterbo                       | Tuscania          | 3 - 1 | Modica        | 19-25, 25-20, 25-20, 25-19        |
| 13ª giornata - 12 gennaio 2020 PalaIngrosso, Taviano                  | Leverano          | 2 - 3 | Tuscania      | 25-17, 23-25, 25-22, 23-25, 12-15 |
| 14ª giornata - 19 gennaio 2020 PalaMalè, Viterbo                      | Tuscania          | 1 - 3 | Macerata      | 21-25, 20-25, 25-20, 19-25        |
| 15ª giornata - 26 gennaio 2020 PalaCorigliano, Corigliano-Rossano     | Corigliano Volley | 1 - 3 | Tuscania      | 25-23, 22-25, 17-25, 15-25        |
| 16ª giornata - 2 febbraio 2020 Palasport Grottazzolina, Grottazzolina | M&G               | 3 - 1 | Tuscania      | 26-28, 25-12, 25-18, 26-24        |
| 17ª giornata - 9 febbraio 2020 PalaMalè, Viterbo                      | Tuscania          | 3 - 2 | Alessano      | 25-21, 23-25, 25-20, 16-25, 15-12 |
| 18ª giornata - 16 febbraio 2020 PalaVitaletti, Sabaudia               | Sabaudia          | 0 - 3 | Tuscania      | 21-25, 18-25, 21-25               |
| 20ª giornata - 8 marzo 2020 PalaMalè, Viterbo                         | Tuscania          | 3 - 1 | Franco Tigano | 25-18, 25-16, 21-25, 28-26        |
| 21ª giornata - 15 marzo 2020 PalaCercola, Cercola                     | GIS Ottaviano     | -     | Tuscania      | annullata                         |
| 22ª giornata - 22 marzo 2020 PalaMalè, Viterbo                        | Tuscania          | -     | Roma Club     | annullata                         |

## Statistiche

### Statistiche di squadra
| Competizione | Punti | In casa | In casa | In casa | In trasferta | In trasferta | In trasferta | Totale | Totale | Totale |
| Competizione | Punti | G       | V       | P       | G            | V            | P            | G      | V      | P      |
| ------------ | ----- | ------- | ------- | ------- | ------------ | ------------ | ------------ | ------ | ------ | ------ |
| Serie A3     | 36    | 9       | 6       | 3       | 9            | 7            | 2            | 18     | 13     | 5      |
| Totale       | -     | 9       | 6       | 3       | 9            | 7            | 2            | 18     | 13     | 5      |

G = partite giocate; V = partite vinte; P = partite perse

### Statistiche dei giocatori
| Giocatore     | Serie A3 | Serie A3 | Serie A3 | Serie A3 | Serie A3 | Totale | Totale | Totale | Totale | Totale |
| Giocatore     | P        | PT       | AV       | MV       | BV       | P      | PT     | AV     | MV     | BV     |
| ------------- | -------- | -------- | -------- | -------- | -------- | ------ | ------ | ------ | ------ | ------ |
| P. Buzzelli   | 18       | 6        | 2        | 1        | 3        | 18     | 6      | 2      | 1      | 3      |
| F. Campana    | 3        | 1        | 0        | 1        | 0        | 3      | 1      | 0      | 1      | 0      |
| G. Ceccobello | 18       | 152      | 99       | 53       | 0        | 18     | 152    | 99     | 53     | 0      |
| E. Ceccoli    | 16       | 11       | 6        | 1        | 4        | 16     | 11     | 6      | 1      | 4      |
| A. De Paola   | 18       | 196      | 159      | 28       | 9        | 18     | 196    | 159    | 28     | 9      |
| M. Ferraro    | 18       | 165      | 89       | 69       | 7        | 18     | 165    | 89     | 69     | 7      |
| G. Leoni      | 18       | 44       | 14       | 23       | 7        | 18     | 44     | 14     | 23     | 7      |
| D. Pace       | 18       | 0        | 0        | 0        | 0        | 18     | 0      | 0      | 0      | 0      |
| S. Põlluäär   | 18       | 285      | 240      | 24       | 21       | 18     | 285    | 240    | 24     | 21     |
| A. Ragoni     | 2        | 2        | 1        | 1        | 0        | 2      | 2      | 1      | 1      | 0      |
| M. Ranalli    | 2        | 0        | 0        | 0        | 0        | 2      | 0      | 0      | 0      | 0      |
| E. Rocchi     | 0        | 0        | 0        | 0        | 0        | 0      | 0      | 0      | 0      | 0      |
| F. Rossatti   | 18       | 326      | 289      | 19       | 18       | 18     | 326    | 289    | 19     | 18     |
| L. Sartori    | 1        | 0        | 0        | 0        | 0        | 1      | 0      | 0      | 0      | 0      |
| G. Tognoni    | 11       | 11       | 9        | 2        | 0        | 11     | 11     | 9      | 2      | 0      |

P = presenze; PT = punti totali; AV = attacchi vincenti; MV = muri vincenti; BV = battute vincenti